# Thilo Schnurre
Thilo Schnurre (* 24. Mai 1884 in Osten b. Cuxhaven; † 14. Juni 1959 in Kassel-Kirchditmold) war ein deutscher Bibliothekar.

## Leben
Schnurre war der Sohn des Stadtrats Albert Schnurre und seiner Frau Ottilie, geb. Meyer. Er studierte Deutsch, Geschichte und Religion in Marburg und schloss das Studium 1911 mit dem Staatsexamen ab. Ein Jahr später wurde er in Marburg promoviert. Im selben Jahr – 1912 – trat er in die Murhardsche Bibliothek in Kassel ein, wo er bis 1918 zum Bibliothekar aufstieg und 1939 Direktor wurde. Während des Zweiten Weltkriegs verlor die Bibliothek 60 % ihrer 280.000 Bände. Nach dem Krieg wurde der Bestand wiederaufgebaut. 
Schnurre war insbesondere auch als Autor von Tier- und Waldgeschichten bekannt.

## Veröffentlichungen (Auswahl)
- Die württembergischen Abgeordneten in der konstituierenden deutschen Nationalversammlung zu Frankfurt am Main. Kohlhammer, Stuttgart 1912 (Darstellungen aus der Württembergischen Geschichte; 99) (Zugl.: Marburg, Univ., Diss., 1912).

- Geschichten aus dem hessischen Wald. Heimatschollen-Verlag, Melsungen  [1933].

- Mein Hessenwald: Wald- und Tiergeschichten. Mit Zeichnungen von Christian Beyer. Thiele & Schwarz, Kassel-Wilhelmshöhe 1936.
- Kauzius, der Eulenmensch. Mit Zeichnungen von Christian Beyer. Thiele & Schwarz, Kassel-Wilhelmshöhe 1937.

- Von Kauz und Falk: ein Wald- und Tiergeschichtenbuch. Bärenreiter-Verlag, Kassel [1941] (Kleines Bärenreiter-Buch; 10).